# 马默拉德
马默拉德（法語：Marmelade，發音：[maʁməlad] ⓘ）是海地阿蒂博尼特省马默拉德区的市镇，也是该区首府，总面积108.94平方千米，2015年人口38057。